# Gérard Claude

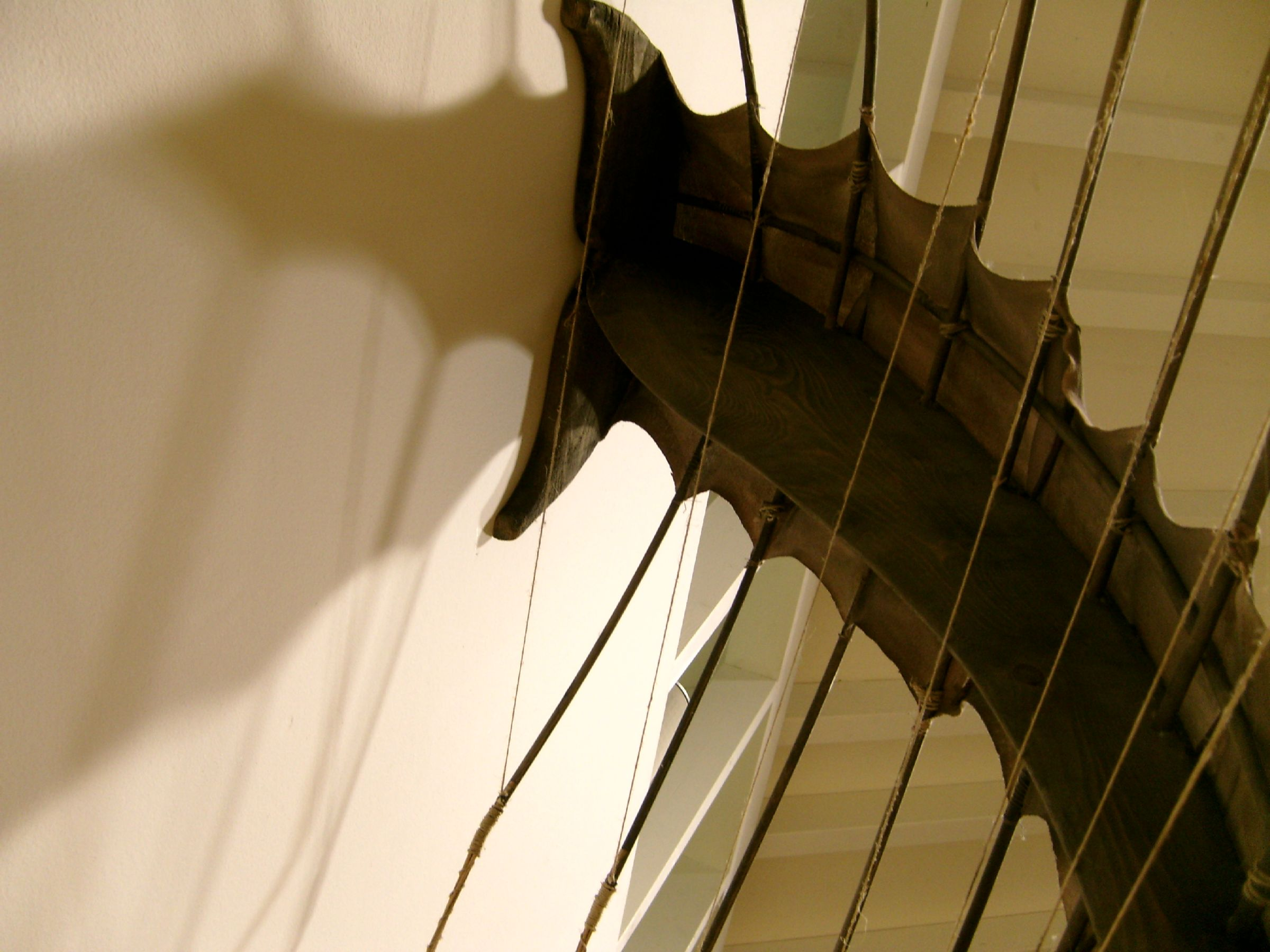
Biomorphe (detail)

Gérard Claude (Esch-sur-Alzette, 1956) is een Luxemburgs beeldhouwer, fotograaf en landschapskunstenaar.

## Leven en werk
Claude volgde in 1976 een cursus aan de Cité Internationale des Arts in Parijs en behaalde het jaar erop zijn diploma aan het jongenslyceum in zijn geboorteplaats. Hij studeerde geesteswetenschappen aan de Universiteit van Straatsburg (1977-1982) en was er daarnaast leerling van Jean-Marie Krauth (1978-1979) aan de École des Arts Décoratifs. Hij gaf vanaf 1981 les aan het Lycée classique de Diekirch. Claude trouwde met de kunstenares Christiane Modert (1958).
Claude maakt installaties en houten sculpturen, schildert en fotografeert en ontwikkelt landschapskunst. Hij sloot zich aan bij de kunstenaarsverenigingen Cercle Artistique de Luxembourg, Art Libre in Esch en ARC. Hij neemt deel aan tentoonstellingen in binnen- en buitenland en ontving voor zijn werk onder meer de Prix Grand-Duc Adolphe (1979) en de Prix Limes (1992).

## Enkele werken
- 2001 Loustangessculptuur, Lellingen
- 2003 ontwikkeling van een openbaar plein in Beaufort
- 2004 Intrusion, Banque Générale du Luxembourg, Luxemburg-Stad
- 2005 Cathédr'Hall, Lycée Classique, Diekirch
- 2007 Grenzbäume, Bettel, op de grens Luxemburg-Duitsland
- 2013 ontwikkeling van het Parc de la Fondation Chomé, Luxemburg
- 2017 ontwikkeling van een bosbegraafplaats, Bissen

## Onderscheidingen (selectie)
- 1975 1e prijs voor schilderkunst op de Biennale des Jeunes in Esch-sur-Alzette
- 1977 aanmoedigingsprijs op de Biennale des Jeunes in Esch-sur-Alzette
- 1981 eervolle vermelding op de Biennale des Jeunes in Esch-sur-Alzette
- 1979 Prix Grand-Duc Adolphe
- 1992 Prix Limes
- 2003 1e prijs op de biënnale voor hedendaagse kunst in Strassen
- 2003 Prix spécial du Jury op de biënnale voor hedendaagse kunst in Strassen